# 岩里祐穗
岩里祐穂（1957年12月3日—）是一位日本流行音樂作詞人、散文家，出生於日本新潟縣新潟市。

## 作品
2009年
- 《願你不要死去》（日语：キミシニタモウコトナカレ）（電視動畫香格里拉OP）
  - 作曲：本間昭光、演唱：May'n（中林芽依）

2017~2018
- 《Here》作曲：白戶佑輔（日语：白戸佑輔）、演唱：JUNNA（電視動畫魔法使的新娘第一季第一OP）
- 《You》作曲：中野領太、編曲：NAOKI-T、演唱：May'n（中林芽依）（電視動畫魔法使的新娘第一季第二OP）
- 《月のもう半分（日语：月のもう半分）》作曲：白戶佑輔（日语：白戸佑輔）、演唱：AIKI & AKINO from bless4（電視動畫魔法使的新娘第一季第二ED）
- 《アンノドミニ》作曲：南田健吾、演唱：北條響（電視動畫魔法使的新娘第一季插曲）

2023
- 《Dear》作曲：白戶佑輔（日语：白戸佑輔）、演唱：JUNNA（電視動畫魔法使的新娘第二季第一OP）
- 《無伴奏》作曲：白戶佑輔（日语：白戸佑輔）、演唱：edda（日语：edda）（電視動畫魔法使的新娘第二季第一ED）

### 曾作詞之演唱歌手
- 桃色幸運草Z
- May'n（中林芽依）
- 今井美樹
- 坂本真绫
- 松隆子
- 深田恭子
- 上户彩
- 西田光
- 室井滋
- 唐澤美帆
- 小泉今日子
- 相田翔子
- 杏里
- 酒井法子
- Le Couple
- 加藤泉
- SOUL TIGER
- 白鳥英美子
- 安·刘易斯
- 中山美穗
- 觀月亞里莎
- 水樹奈奈
- 佐藤聖子
- 阿兰·达瓦卓玛
- 新垣結衣
- Sexy Zone

### 書籍
- （1996年12月）
- （集英社、2005年6月17日）